# Norbert Oberhaus
Norbert Oberhaus (* 19. April 1961 in Köln) ist Gründer und Geschäftsführer der Cologne on pop GmbH und damit Ausrichter der „c/o pop“ und „c/o pop Convention“, ein Festival mit Fachkongress und Networking-Veranstaltungen in Köln. Dort war Oberhaus bereits vorher seit Beginn der 1990er Jahre als Kulturmanager und Konzertveranstalter tätig. Norbert Oberhaus ist verheiratet, hat eine Tochter und lebt in Köln.

## Leben und Wirken
Nach einer Ausbildung zum Industriekaufmann studierte Norbert Oberhaus in Köln Betriebswirtschaftslehre und arbeitete zunächst als Marketingspezialist im Medien- und Kulturbetrieb. In erster Linie organisierte er zu dieser Zeit die Pressearbeit für den Konzertsaal im Kölner Stadtgarten, wo er kurze Zeit später auch aktiv das Partyprogramm mitgestaltete.
Aus dieser Arbeit heraus gründete Norbert Oberhaus 1992 die Agentur „Oberhaus Kulturmanagement“. Im Auftrag von Kommunen und Unternehmen und ebenso in eigener Regie konzipiert und realisiert die Firma Kulturveranstaltungen, Konzerte und andere Events. Zu den Veranstaltungen, die Oberhaus umgesetzt hat, gehörten das jährliche Open-Air-Festival „Cologne Summer Stage“, die Clubreihe „Global Nights“ in Zusammenarbeit mit WDR Funkhaus Europa oder die „Lange Nacht der Kölner Museen“ in Kooperation mit der Kölner Zeitschrift „StadtRevue“.
2004 initiierte Oberhaus gemeinsam mit dem Kölner Journalisten und Club-Betreiber Ralph Christoph das Festival „Cologne on Pop“, dessen Geschäftsführer er seitdem ist. Über die Jahre hat sich die c/o pop mit der angeschlossenen Konferenz „c/o pop Convention“ unter Oberhaus „zu einem der wichtigsten Branchentreffen auf der Schnittstelle von elektronischer Musik und elektronischen Medien in Europa entwickelt“ (FAZ). 2018 zählte die 15. Jubiläumsausgabe der c/o pop 30.000 Besucher und galt damit an allen Veranstaltungstagen als ausverkauft. Die c/o pop Convention zählte im gleichen Jahr 1100 akkreditierte Fachleute.

## Auszeichnungen, Mitgliedschaften und weitere Tätigkeiten
2006 war Oberhaus Mitinitiator der Interessengemeinschaft „Musik NRW“, in der sich Verlage, Konzertveranstalter, Musikclubs, Event- und Promoagenturen sowie analoge und digitale Musikmedien zusammengeschlossen haben.
2008 wurde er zum „Netzwerker des Jahres“ gewählt, eine vom Institut für Innovationstransfer an der Universität Bielefeld verliehene Auszeichnung.
2009 gründete Oberhaus mit der Cologne on pop GmbH die „Cologne Musik Week“ als „Winterableger“ der „c/o pop“. Das Festival vereint jährlich im Januar parallel zur Designausstellung „Passagen“ Gratis-Konzerte von lokalen Acts in verschiedenen Locations.
2009 war er einer der Mitbegründer der Kölner Klubkomm, des Verbands der Kölner Clubs und Veranstalter. Bis 2014 war er als 1. Vorsitzender im Vorstand tätig, bis 2018 als 2. Vorsitzender, seitdem als Vorstandsmitglied.
2011 gehörte Norbert Oberhaus zu den Konzeptern und Mitbegründern des Nachwuchsförderprogramms popNRW.
2018 rief Oberhaus parallel zur 10. Ausgabe der „Cologne Musik Week“ die an lokale Akteure und Politiker gerichtete Diskussions-Veranstaltung „Cologne Music Conference“ ins Leben.
Seit 2018 ist er Vorstandsmitglied im BV Pop (Bundesverband Popularmusik e.V.), dem Forum der Popkultur- und Popularmusikförderer in Deutschland.
In dieser Eigenschaft konzipierte Norbert Oberhaus 2019 die Veranstaltung Pop Summit 2020, eine Bundeskonferenz zur Popförderung, die am 21. und 22. Januar 2020 auf sein Wirken hin in Köln in den Räumlichkeiten der IHK Köln stattfand.